# 熊維新
熊維新（16世紀—17世紀），字伯昌、又字西洪，江西南昌府南昌縣東壇里人，民籍，明朝政治人物。

## 生平
熊維新是萬曆二十八年（1600年）庚子科江西鄉試舉人，四十一年（1613年）授衡陽知縣，擅長判決案件，人民沒有冤屈，天啟七年（1627年）任定遠知縣，因病辭官回鄉。

## 引用
1. 1 2  民國《南昌縣志·卷三十三·人物志四》：熊維新，字伯昌，東壇人，由舉人知湖廣衡陽，善決獄，民以無冤，調直隸定遠縣，引疾歸。
2. ↑  民國《南昌縣志·卷二十二·選舉志三》：科第下……明……萬曆二十八年庚子鄉試……熊維新 字伯昌，一字西洪，汲孫，詳傳